# Cis asiaticus
Cis asiaticus es una especie de coleóptero de la familia Ciidae.

## Distribución geográfica
Habita en Tailandia y Vietnam.